# Martin Jensen (disc jockey)
Martin Jensen (Silkeborg, 29 settembre 1991) è un disc jockey e produttore discografico danese.

## Carriera
Martin Jensen inizió a farsi conoscere con il brano Sí, un singolo che comprende campionamenti dell'urlo di Cristiano Ronaldo per celebrare la vittoria del suo terzo Pallone d'oro nel 2014. Altri brani di successo sono Miracles, All I Wanna Do e Solo Dance. Nel corso della carriera ha collaborato con vari artisti come Timmy Trumpet, Imanbek, Jason Derulo. Nel settembre 2020 è diventato giudice di X-Factor danese.

## Discografia

### Singoli
- 2015 – Sí
- 2015 – Night After Night
- 2015 – Miracles
- 2016 – All I Wanna Do
- 2016 – Solo Dance
- 2017 – Middle of the Night (con i The Vamps)
- 2017 – Wait (feat. Loote)
- 2018 – Pull Up
- 2018 – 16 Steps (con Olivia Holt)
- 2018 – Rio
- 2018 – Djoba (con Dolf)
- 2018 – Osaki
- 2018 – Valhalla (con Faustix)
- 2018 – 16 Steps (con Olivia Holt feat. Yxng Bane)
- 2018 – Somebody I'm Not (feat. Bjørnskov)
- 2019 – Nobody (con James Arthur)
- 2019 – Rubber Bands (con Timmy Trumpet)
- 2019 – Louder
- 2019 – I Could Get Used to This (con Malte Eber)
- 2020 – Carry On (con Molow)
- 2020 – I'm Just Feelin' (Du Du Du) (con Imanbek)
- 2020 – Don't Cry for Me (con Alok e Jason Derulo)
- 2020 – At Least I Had Fun (con Rani)
- 2020 – Running Back to You (con Nico Santos feat. Alle Farben)

### Altri singoli
- 2020 – So We Go (Gaullin feat. Katy Tiz – Martin Jensen Edit)

### Remix
- 2019 – Declain J Donovan - Vienna (Martin Jensen Remix)
- 2020 – Kid Cudi - Day 'n' Nite (Martin Jensen Remix)